# گلایدر (مبلمان)

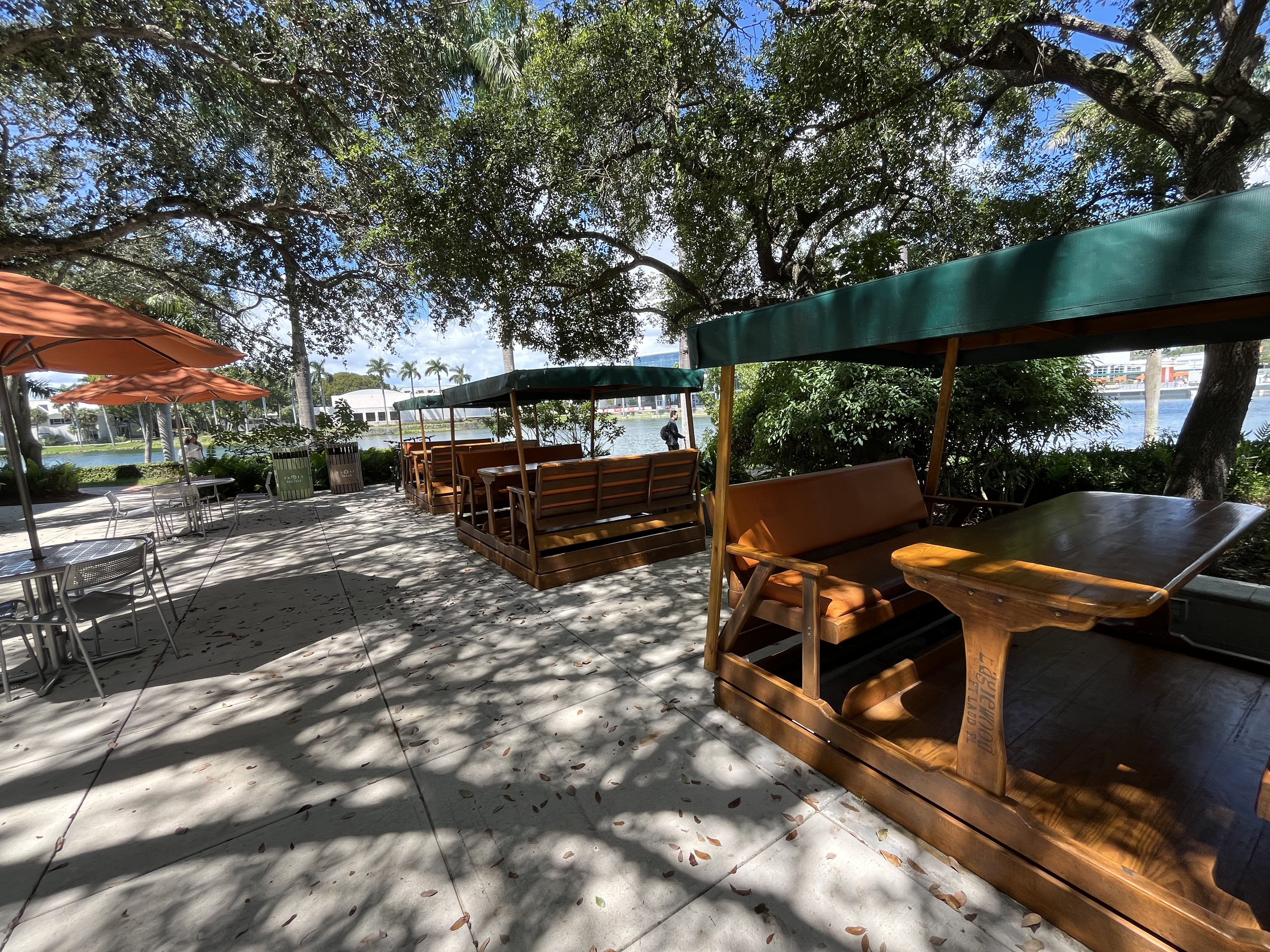
گلایدرها از دانشگاه میامی

گلایدر (به انگلیسی: Glider) یا پایه گهواره‌ای (به انگلیسی: Platform Rocker) نوعی صندلی گهواره‌ای است که به عنوان صندلی چرخشی تاب می‌خورد، که در آن کل کلاف از یک نشیمن تشکیل شده است که با استفاده از یک اتصال چهار-میله‌ای دوتایی به پایه متصل شده است. بازوهای تعلیق غیر موازی پیوند باعث می‌شود که نشیمن، حرکت صندلی گهواره‌ای را هنگام چرخش به جلو و عقب شبیه‌سازی کند.
گلایدرها به عنوان جایگزینی برای تاب‌های ایوان استفاده می‌شوند و همچنین به عنوان اثاثیه اتاق نوزاد برای کمک به والدین در تغذیه نوزادان تازه متولد شده محبوب هستند. از آنجایی که نقاط گیره از زمین دور می‌شوند، گلایدر نسبت به صندلی‌های گهواره‌ای برای حیوانات خانگی و کودکان نوپا بسیار ایمن‌تر است.

## تاریخچه
ثبت اختراعات اولیه، مکانیسم‌های مختلفی را برای صندلی‌های گلایدر، مانند ریل‌ها و اتصالات چهار-میله‌ای که توسط فنرها پشتیبانی می‌شدند، توصیف کردند. حق ثبت اختراع با استفاده از یک صندلی چرخان آویزان شده از یک اتصال چهار-میله‌ای و همچنین نام گلایدر برای اولین بار در سال ۱۹۳۹ میلادی ظاهر شد و اکنون این پیکربندی کلی است که توسط اکثر صندلی‌های گلایدر استفاده می‌شود.
در جنوب ایالات متحده آمریکا از گلایدرهای ایوان به عنوان دیوان (به انگلیسی: Divan) یاد می‌شد. به خصوص الگوی «سبدی بافت» که در هوای جنوب گرم و بدون تهویه مطبوعِ دهه ۱۹۵۰ و ۱۹۶۰ میلادی محبوب بود.

## تولیدکنندگان
تولیدکنندگان اصلی گلایدر در آمریکای شمالی شرکت‌های کانادایی دوتیلیر و شرمگ هستند.